# Ecnomus hendersoni
Ecnomus hendersoni is een schietmot uit de familie Ecnomidae. De soort komt voor in het Oriëntaals gebied.